# La bola de cristal
La bola de cristal foi um programa infanto-juvenil da televisão espanhola (TVE) emitido entre 1984 e 1988. Foi também transmitido em Portugal pela Radio Televisão Portuguesa (RTP).
O programa foi dirigido por Lolo Rico e apresentado pela cantora Alaska (nome artístico de Olvido Gara), figura da "movida" madrilenha que na época era vocalista do grupo "Alaska y Dinarama". Alaska interpretou muitos dos temas do programa, incluindo o tema de abertura.

## Secções do programa

### Los electroduendes
A primeira meia hora do programa era protagonizada pelos electroduendes ("duendes electrónicos"), bonecos imaginados por Lolo Rico e desenhados por Miguel Ángel Pacheco. Os electroduendes habitavam no interior de um aparelho televisivo e eram a hada Vídeo, hada Truca, maese Cámara, maese Sonoro e a Bruja Avería.
Os electroduendes caracterizavam pelos seus discursos críticos da sociedade. Embora pensados para as crianças, conquistaram também o público adulto.

### El librovisor
El librovisor era uma espaço de programa que tinha como objectivo fomentar o gosto pela leitura entre os telespectadores.